# Come fa?
Come fa? è un singolo del rapper italiano Clementino, pubblicato il 4 dicembre 2019.

## Descrizione
Il brano è stato realizzato con la partecipazione vocale di MadMan e si tratta della prima collaborazione tra i due artisti dai tempi di Drama, presente nell'album Kepler del 2014.

## Tracce
1. Come fa? (feat. MadMan) – 3:15